# Ferdinando Innocenti
(Ferdinando Innocenti)
Ferdinando Innocenti (Pescia, 1º settembre 1891 – Milano, 21 giugno 1966) è stato un imprenditore italiano, fondatore dell'omonima azienda meccanica Innocenti e creatore della Lambretta.
Abile nell'intrecciare rapporti politici senza palesare troppo evidentemente le proprie scelte, le utilizzava per appoggiare le proprie esigenze industriali. Fu determinante la sua capacità di cogliere e valorizzare il talento delle persone con cui veniva in contatto.

## Biografia

### Origini
(Ferdinando Innocenti)

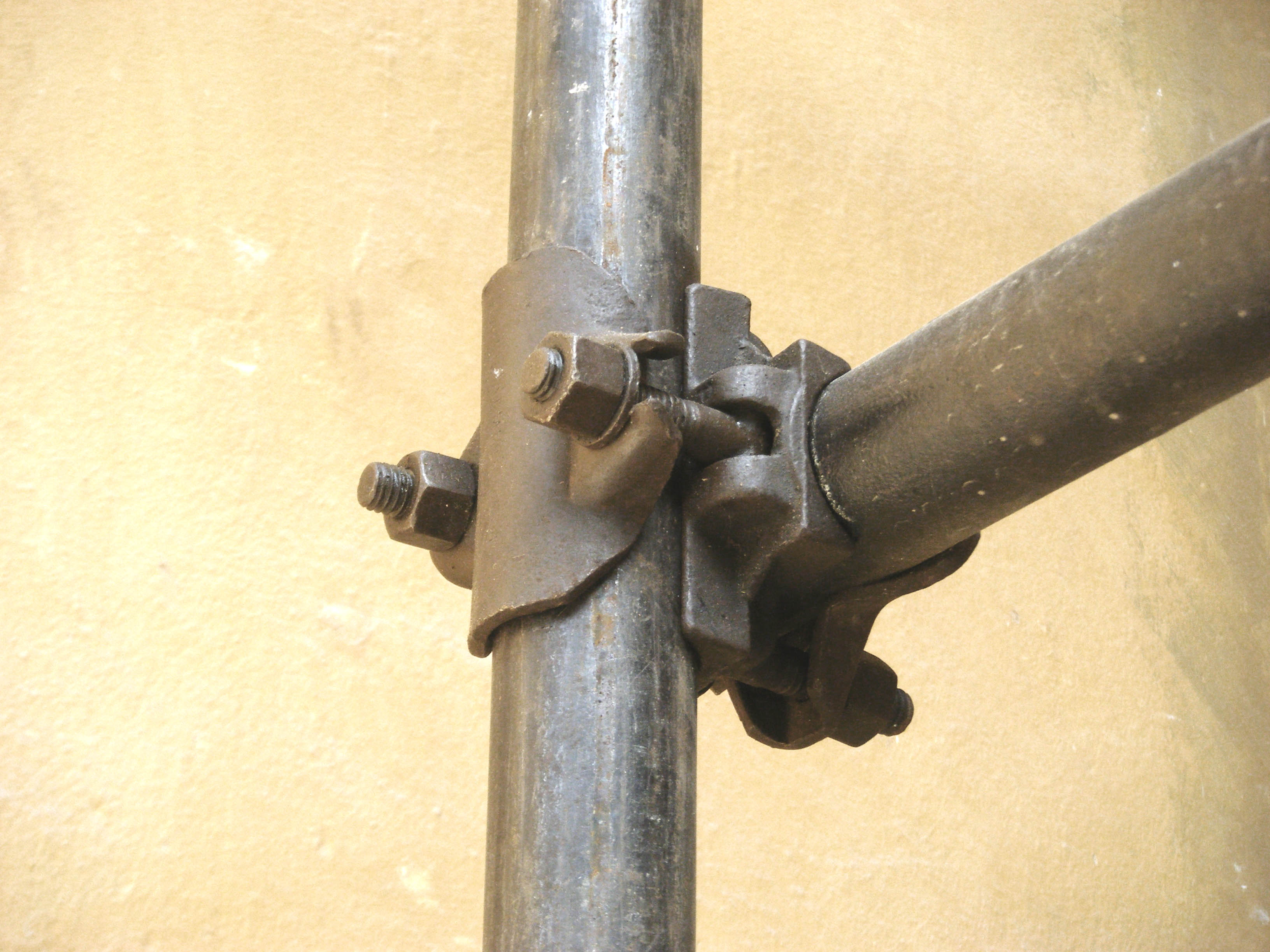
Giunto di collegamento tra tubi Innocenti

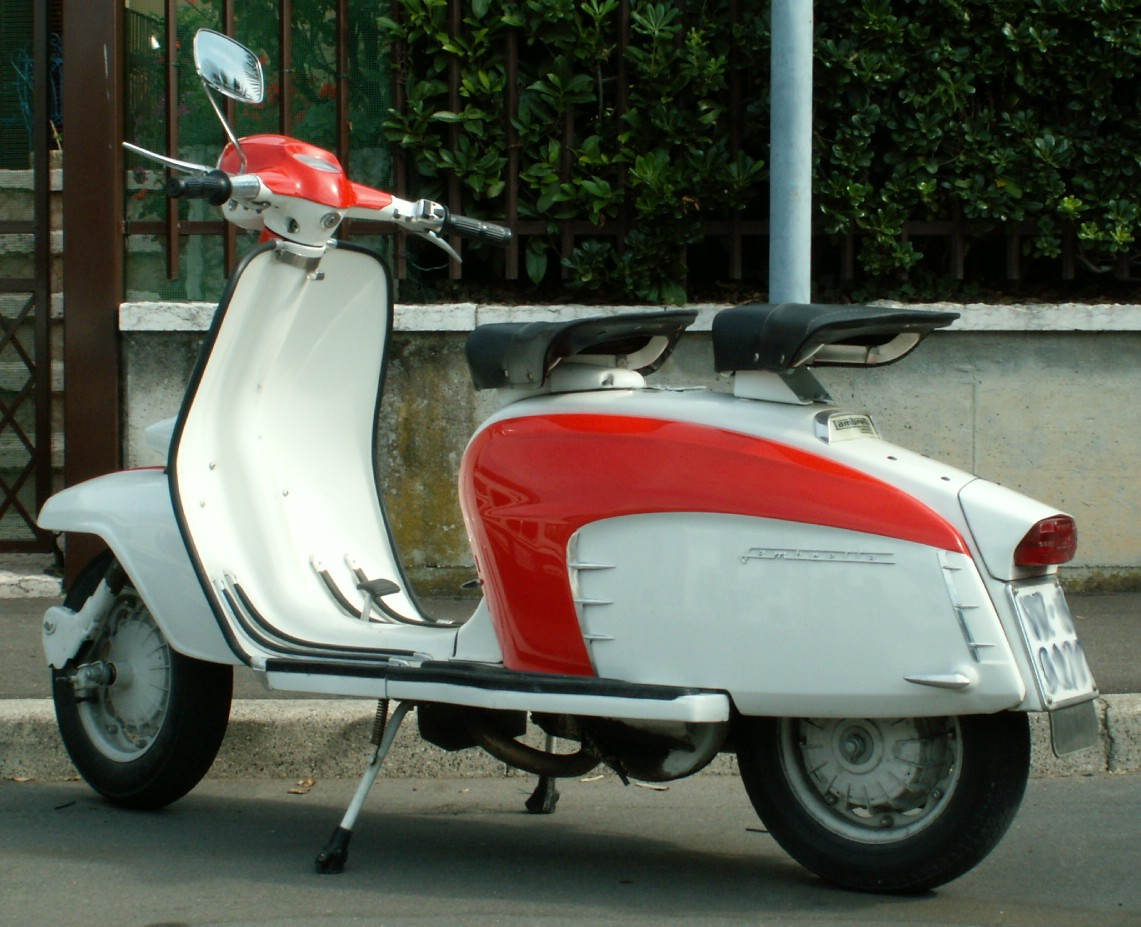
Lambretta Li dei primi anni sessanta

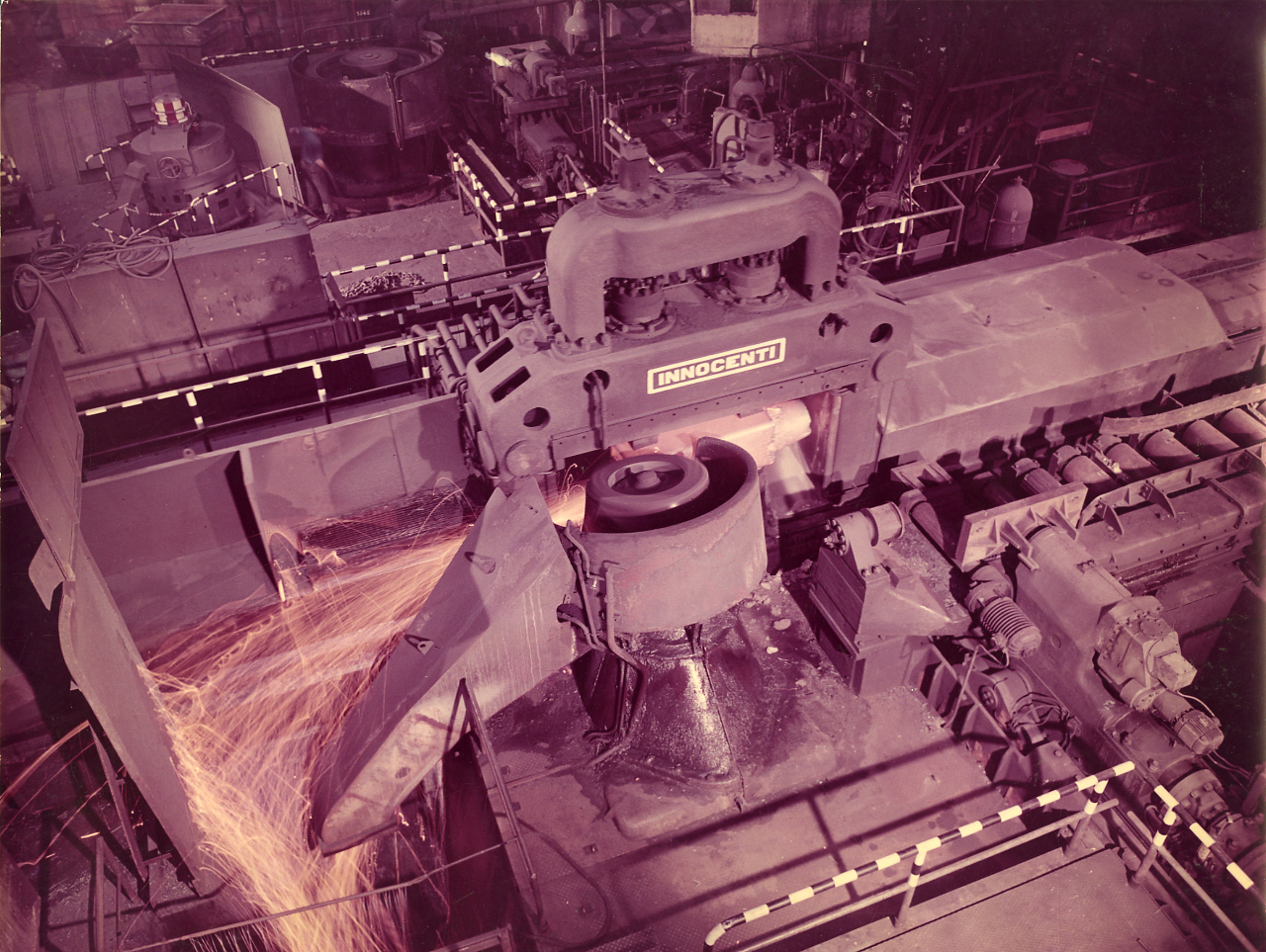
Macchinario Innocenti, foto di Paolo Monti, 1960

Nato a Vellano, Pescia, in Valdinievole, da Dante Innocenti, fabbro, e Zelinda Chiti, con la famiglia si trasferì da piccolo a Grosseto dove venne avviata una rivendita di ferramenta della quale assunse la gestione all'età di 18 anni, compiuti gli studi tecnici, insieme al fratellastro Rosolino (figlio di prime nozze del padre), ampliandone il giro d'affari acquistando rottami di ferro scambiandoli con olio lubrificante da rivendere.
Dal 1920 inizia ad approfondire e sperimentare l'uso di tubi in ferro e le loro applicazioni, aprendo poi un magazzino per la vendita di tubi senza saldatura prodotti dalla Dalmine a Roma nel 1923, in cerca di nuove prospettive di mercato. Specializzatosi nel settore, nel 1926 apre anche un'officina per la lavorazione dei tubi (catramazione, taglio e filettatura) e per la produzione di manufatti ricavati dagli stessi (balaustre, balconate per stadi ed edifici pubblici, portabandiera, grondaie, tubazioni per irrigazione), e per diversi anni a venire stipula numerosi accordi commerciali con la Dalmine studiando nuove applicazioni innovative da applicare alla costruzione di queste parti metalliche, considerato che l'esplosione edilizia e l'economia in genere conobbero in quegli anni una notevole crescita. L'officina nel 1930 assunse il nome di Fratelli Innocenti e nel 1933 iniziò la produzione di ponteggi tubolari adottando un sistema di montaggio e smontaggio particolarmente rapido. Fino ad allora i tubi d'acciaio erano stati utilizzati per convogliare sostanze liquide o gassose e Ferdinando fu il primo a impiegarli come struttura portante nei grandi impianti industriali e nell'edilizia.
Grazie ad alcuni importanti contatti con il Vaticano riesce a realizzare anche numerose commesse come un impianto di irrigazione a pioggia per i giardini della Villa di Castel Gandolfo (1931) e per i Giardini Vaticani (1932), nonché una centrale termoelettrica e gli impianti antincendio della Cappella Sistina (1934). Inoltre, si occupa di ampliare la capienza degli Stadi in vista del campionato mondiale di calcio del 1934, che si tennero in Italia.
Da Roma si trasferì definitivamente a Milano per poter migliorare i suoi affari e qui, nel quartiere di Lambrate, fondò la Ditta Innocenti, con la realizzazione nel 1933 di uno stabilimento a Milano Lambrate in Via Pitteri per la fabbricazione di elementi in ferro per ponteggi, i famosi tubi Innocenti, ancora oggi molto usati. Durante la Seconda Guerra Mondiale, fu costretto a mutare la produzione da civile in bellica e si spostò sull'ambito meccanico. Dopo l'8 settembre 1943 inizia a collaborare con gli Alleati e a finanziare la Resistenza ed è per questa ragione che una volta terminato il conflitto riesce a tornare in possesso delle sue fabbriche.

### Dopoguerra
Alla fine della Seconda Guerra Mondiale divenne anche amministratore delegato della Dalmine, azienda con cui collaborò per molti anni, fino al 1950 per dedicarsi poi ai suoi impianti di Lambrate, danneggiati dalla guerra e da riconvertire; sarà un'esperienza breve e segnata da tempestose polemiche. Le esperienze acquisite dalla Innocenti in meccanica portarono a diversificare la produzione occupandosi di mezzi di trasporto; sin dall'immediato dopoguerra Innocenti aveva compreso come fosse giunto il momento della motorizzazione individuale, basata però su di un veicolo a basso costo che permettesse una grande diffusione popolare non consentita all'automobile, ancora troppo cara. Fu così che nel 1947 vi fu la creazione del primo scooter Innocenti, la Lambretta, che si pose in concorrenza della Vespa Piaggio, progettata ed entrata in produzione l'anno precedente. Dopo alcune difficoltà iniziali e una campagna pubblicitaria senza precedenti per l'epoca, nel 1952, a Lambrate, si producevano 96.000 esemplari del modello "D" con telaio portante in tubo metallico, di cui 16.000 destinati all'esportazione. L'apice fu raggiunto nel 1953, quando fu lanciato il modello "E", con una produzione di 70.000 unità annuali cui si associavano 50.000 unità del modello "LD".
Il boom economico porta gli italiani a passare dalle due alle quattro ruote, divenuti nel frattempo convenienti nei prezzi e nei consumi, finendo con il condizionare il successo dello scooter, le cui vendite erano stagnanti. Nel 1960 - pur non essendo molto convinto di entrare nel mondo delle auto e fare concorrenza alla Fiat, ormai anziano e malato - viene spinto dal figlio Luigi, divenuto vicepresidente della società nel 1958, a impegnarsi in questo settore, producendo veicoli su concessione di altri marchi europei, questo a causa del veto imposto dalla Fiat (allora cliente della Innocenti) di progettare e produrre interamente in proprio delle autovetture che potessero entrare in concorrenza con le loro. La prima vettura costruita - la A40 - non è altro che la britannica Austin A40 prodotta su licenza dalla British Motor Corporation. Poco dopo vede la luce la Innocenti 950 Spider - meccanica Austin-Healey Sprite e carrozzeria Ghia disegnata da Tom Tjaarda e modello IM3, rielaborato con carrozzeria Pininfarina, che permise l'inserimento della Innocenti nel settore delle 1100 con un veicolo di qualità, mentre risale al 1965 l'inizio dell'assemblaggio su licenza delle Mini britanniche le quali saranno meglio rifinite per andare incontro ai gusti del mercato italiano ma nonostante il successo commerciale della versione italiana lanciata nel 1966, tutti i tentativi di progettazione autonoma di una vettura da parte della Innocenti fallirono.
Il 20 giugno 1966, mentre trascorreva un periodo di riposo nella sua villa di Varese, Ferdinando Innocenti è colto da malore e viene trasportato nella sua abitazione di piazza San Babila a Milano, dove muore il giorno seguente per una crisi cardiaca.

## Vita privata
Non aveva la patente automobilistica, non sapeva guidare auto e non andava neppure in scooter. Dal suo matrimonio avrà un unico figlio, Luigi, che alla morte erediterà l'intero complesso aziendale e che gestirà fino al 1971, anno in cui deciderà di cedere dapprima la sezione meccanica pesante e in seguito anche la sezione automobili dell'Azienda; nello stesso anno, tutti gli impianti e i macchinari di Lambrate per la produzione della Lambretta furono acquistati dalla Scooters India Ltd.

## Premi e riconoscimenti
- Nel 1939 Ferdinando viene nominato Cavaliere del Lavoro[2].
- Nel 1953 è insignito dal Politecnico di Milano della Laurea "honoris causa" in Ingegneria[2].
- Con Deliberazione del Consiglio comunale in data 26 dicembre 1953, nº 179, gli fu concessa la cittadinanza onoraria di Pescia, sua città natale, per gli alti meriti acquisiti in campo industriale. La cerimonia di conferimento fu tenuta presso il Palazzo dei Vicari l'8 settembre 1954, decimo anniversario della Liberazione della città del fiore dal nazifascismo, alla presenza dello stesso Innocenti, del sindaco Rolando Anzilotti e del vescovo di Pescia Monsignore Dino Luigi Romoli.
- Il 4 agosto 2011, al palazzo del Palagio a Pescia, gli fu dedicata una mostra[9].
- Il 1º settembre 2011, in occasione dei 120 anni dalla nascita, è stata posta una targa di marmo sulla facciata della sua casa natale di Via Fiorentina a Pescia[10].